# Wioślarstwo na Letnich Igrzyskach Olimpijskich 1924 – dwójka podwójna mężczyzn
Wyścig dwójek podwójnych mężczyzn był jedną z konkurencji wioślarskich na Letnich Igrzyskach Olimpijskich 1924. Zawody odbyły się w dniach 15-17 lipca. W zawodach uczestniczyło 10 zawodników z 5 państw.

## Wyniki

### Półfinały
Półfinał 1
| Miejsce | Osada                         | Czas   | Kwal. |
| ------- | ----------------------------- | ------ | ----- |
| 1       | Paul Costello John B. Kelly   | 6:34,0 | Q     |
| 2       | Marc Detton Jean-Pierre Stock |        | Q     |
| 3       | Ervin Mórich Béla Szendey     |        |       |

Półfinał 2
| Miejsce | Osada                            | Czas   | Kwal. |
| ------- | -------------------------------- | ------ | ----- |
| 1       | Rudolf Bosshard Heini Thoma      | 6:55,0 | Q     |
| 2       | Carlos Castello Edmundo Castello |        | Q     |

### Finał
| Miejsce | Osada                            | Czas   |
| ------- | -------------------------------- | ------ |
| 1       | Paul Costello John B. Kelly      | 6:34,0 |
| 2       | Marc Detton Jean-Pierre Stock    | 6:38,0 |
| 3       | Rudolf Bosshard Heini Thoma      |        |
| 4       | Carlos Castello Edmundo Castello |        |